# Кручинський Генріх Владиславович
Генріх Владиславович Кручинський (біл. Генрых Уладзіслававіч Кручынскі, 14 липня 1923, с. Кам'яний Брід Володарського району Житомирської області — 10 травня 2006, Мінськ) — білоруський стоматолог-хірург, доктор медичних наук, Заслужений діяч науки БРСР, професор.

## Біографія
Народився у польській родині. Середню школу закінчив у м. Немирові Вінницької обласці у 1941 році. Під час Другої світової війни евакуйований на Урал (Кизил), де працював на шахті. У 1943 році направлений у Рязань, де формувалася 1-а польська дивізія імені Косцюшки у СРСР. Брав участь у боях аж до закінчення війни, був тяжко поранений, пізніше демобілізований.
У 1950 році закінчив Київський медичний стоматологічний інститут. Працював лікарем-стоматологом районної поліклініки м. Заставна Чернівецької області (1950—1954 рр.). Навчався в аспірантурі Центрального інституту удосконалення лікарів. За конкурсом зарахований старшим науковим співробітником Одеського НДІ стоматології у клініку щелепно-лицевої хірургії (1958). Обраний завідувачем хірургічним відділенням Московського інституту лікарської косметики (1959—1963).
Після організації Центрального НДІ стаматології працював ученим секретарем, з 1963 р., пераведений на посаду старшого наукового співробітника відділу хірургічної стоматології цього ж інституту (1971—1979). Обраний у 1979 р. на посаду завідувача кафедри стаматології БілДІУУ, яка у 1977 р. перейменована у кафедру хірургічної стоматології. У 1991 р. за особистим проханням переведений на посаду професора кафедри, працював до 1993 р.
Вчений ступінь кандидата медичних наук присуджена у Москві (1958), доктора медичних наук — у 1971 р., у званні професора затверджений у 1973 р.

## Наукова діяльність
Основні напрямки наукової діяльності охоплюють нові способи пластики носа, вушної раковини, ротової порожнини, остеосинтезу щелепи та розробки інструментів, за що отримав 30 авторських посвідчень.
Автор 250 статей, опублікованих у вітчизняних та закордонних (більше тридцяти) виданнях, у тому числі Чехословаччини — 12, США — 9, Польщі — 6. Співавтор багатьох інших публікацій і 12 кандидатських дисертацій.

## Нагороди
- Орден Вітчизняної війни II ступеня,
- Орден Червоної Зірки,
- польський орден «Хрест битви під Леніно»,
- польська бойова медаль «На полі слави»
- золота медаль «Поляки у лавах Червоної Армії»,
- також 20 медалей СРСР і Польщі, медаль «Винахідник СРСР».